# Günter Hotz
Pour les articles homonymes, voir Hotz.
Compléments
- Membre de l'Académie des sciences et des lettres de Mayence,
- Membre étranger de l'Académie des sciences de la RDA (premier membre de la RFA),
- Membre correspondant de la Académie des sciences et des arts de Rhénanie-du-Nord-Westphalie,
- Membre honoraire de la Société pour l'informatique

Günter Hotz (né le 16 novembre 1931 à Rommelhausen, commune de Limeshain) est un pionnier de l'informatique allemande. Il a publié entre autres des  ouvrages de référence sur les langages formels, la théorie des circuits et la théorie de la complexité.

## Biographie
Günter Hotz obtient en 1952 le baccalauréat (Abitur) au lycée de Friedberg (Hessen). Ensuite, il étudie les mathématiques et la physique à l'université de Francfort-sur-le-Main et à l'université de Göttingen. En 1956, il obtient une maîtrise en  mathématiques, et en 1958 un doctorat sous la direction de  Kurt Reidemeister sur un travail intitulé Über zwei Knotendarstellungen. De 1958 à 1962, il est ingénieur de développement chez Telefunken. En 1962, il obtient une bourse de habilitation de la fondation Fritz-Thyssen. Il travaille alors à l'Institut de mathématiques appliquées de l'université de la Sarre, où il soutient son habilitation en 1965. Après une courte période d'enseignement à Tübingen, il est nommé en 1969 professeur ordinaire d'informatique à l'université de la Sarre à Sarrebruck. Il reste à ce poste jusqu'à son éméritat en 2000. 
Günter Hotz a contribué de manière essentielle, en contemporain de Friedrich L. Bauer, à la mise en place de l'informatique comme une science autonome, entre les mathématiques et le génie électrique. Il a été membre fondateur et premier président de la Société pour l'informatique, et a contribué à la création de deux domaines spéciaux de la recherche allemande (les Sonderforschungsbereiche): "Linguistique électronique" et "Circuits". Il a su attirer à Sarrebruck de nombreux jeunes informaticiens, comme Claus-Peter Schnorr (en), Kurt Mehlhorn, Wolfgang Jakob Paul, Reinhard Wilhelm, dont certains sont ses propres élèves et qui ont contribué à faire de cette université un des centres principaux de l'informatique en Allemagne. Lui-même a eu de nombreux élèves (54 thèses) et descendants académiques (614 d'après MathGenealogy).
Depuis 2001, le Verein Freunde der Saarbrücker Informatik (l'association des amis de l'informatique à Sarrebruck) attribue chaque année une médaille Günter-Hotz aux trois meilleurs diplômés en informatique.

## Honneurs et distinctions
- depuis 1985 : Membre de l'Académie des sciences et des lettres de Mayence
- 1986-1992 : Membre étranger de l'Académie des Sciences de la RDA (premier membre de la RFA)
- depuis 1995 : Membre correspondant de la Académie des sciences et des arts de Rhénanie-du-Nord-Westphalie
- 1987 : Prix Gottfried Wilhelm Leibniz
- 1986 : Ordre du mérite de la Sarre
- 1988 : Grande croix de l'Ordre du Mérite de la République fédérale d'Allemagne
- 1999 : Médaille Konrad-Zuse du mérite en informatique
- Membre honoraire de la Société pour l'informatique
- Docteur honoris causa de l'université Johann Wolfgang Goethe de Francfort-sur-le-Main, de l'université technique de Darmstadt, de l'université d'État de Tbilissi, de l'université de Paderborn.
- Professeur honoraire de l'institut d'informatique de l'Academia sinica et de l'université Beihang.

## Travaux (sélection)
Livres
- Algorithmische Informationstheorie. Statistische Informationstheorie und Anwendungen auf algorithmische Fragestellungen, Leipzig, B. G. Teubner Verlag, coll. « Teubner-Texte zur Informatik » (no 25), 1997, 143 p. (zbMATH 0908.68056)
- Einführung in die Informatik, Stuttgart, B. G. Teubner Verlag, coll. « Leitfäden und Monographien der Informatik », 1990, 545 p.
- - avec Klaus Estenfeld, Formale Sprachen. Eine automatentheoretische Einführung, Mannheim, B.I.-Wissenschaftsverlag, coll. « Informatik » (no 35), 1981, 234 p.
- Schaltkreistheorie, Berlin, de Gruyter, coll. « de Gruyter Lehrbuch », 1974, 334 p.
- Informatik : Rechenanlagen. Struktur und Entwurf, Stuttgart, B. G. Teubner, coll. « Leitfäden der angewandten Mathematik und Mechanik » (no 16), 1972, 136 p.
- — avec Volker Claus, Automatentheorie und formale Sprachen. III : Formale Sprachen., Mannheim, Bibliographisches  Institut., coll. « B.I-Hochschulskripten » (no 823a), 1972, 241 p. — réédition du livre de 1968/69
- — avec Franz Bartholomes, Homomorphismen und Reduktionen linearer Sprachen, Berlin, Heidelberg, Springer Berlin Heidelberg, 1970 (ISBN 978-3-642-95164-0, OCLC 863929047).
- Automatentheorie und formale Sprachen. II : Endliche Automaten., Mannheim, Bibliographisches Institut, 1969, 226 p.
- Automatentheorie und formale Sprachen. I : Turingmaschinen und rekursive Funktionen., Mannheim, Bibliographisches Institut, 1968, 174 p.

Autres travaux
- « Komplexität als Kriterium in der Theorienbildung » (1988)
- « Algorithmen, Sprachen und Komplexität » (1990)
- « Eine neue Invariante für kontextfreie Sprachen », Theoretical Computer Science, vol. 11,‎ 1980, p. 107-116 (lire en ligne) — Introduit ce qui est le « Groupe de Hotz »[2].
- « Normal form transformations of context-free grammars », Acta Cybernetica, vol. 4, no 1,‎ 1978, p. 65-84 — Il démontre l'existence la forme normale de Greibach double : chaque membre droit de règle commence et finit par une lettre terminale[3].
- « Der Satz von Chomsky-Schützenberger und die schwerste kontextfreie Sprache von S. Greibach », Astérisque, vol. 38-39,‎ 1976, p. 105-115 (MR 445920, zbMATH 0352.68090)